# Marguerite de Brunswick-Lunebourg
Marguerite de Brunswick-Lunebourg (6 avril 1573 - 7 août 1643), est une aristocrate allemande, membre de la Maison des Welf et par mariage duchesse de Saxe-Cobourg.
Née à Celle, elle est la neuvième des quinze enfants nés du mariage de Guillaume de Brunswick-Lunebourg et de Dorothée de Danemark.

## Biographie
À Cobourg le 16 septembre 1599, Marguerite devient la seconde épouse de Jean-Casimir de Saxe-Cobourg.
La plupart des invités au mariage sont restés avant et pendant les festivités du mariage au château de Heldburg.
Jean Casimir célèbre son mariage avec le célèbre Coburg Taler : sur l'avers a montré un couple de baisers avec l'inscription WIE KVSSEN SICH DIE ZWEY DONC FEIN (Un bon baiser entre les deux), tandis qu'à l'inverse, ont montré une nonne, avec l'inscription : « WER KVST MICH - ARMES NVNNELIN » (qui va vous embrasser maintenant, pauvre nonne ?). Cette religieuse était Anne de Saxe, sa première femme, qu'il avait répudiée et emprisonnée pour adultère.
Jean Casimir et Marguerite ont un mariage heureux, mais ils n'ont pas d'enfants. Après la mort de Jean Casimir, en 1633, Saxe-Cobourg est transmis à son frère Jean-Ernest de Saxe-Eisenach. Marguerite retourne dans sa patrie, Celle, où elle meurt dix ans plus tard, âgée de 70 ans. Elle est enterrée dans la Stadtkirche, Celle.